# 郑云卿
郑云卿（1925年10月—2016年11月15日），浙江玉环人。中华人民共和国政治人物。

## 生平
1945年2月参加革命。历任永乐抗日自卫游击总队文化教员，温岭温西区区委书记等。之后担任温州市公安局副局长、党组副书记。1954年7月至1956年12月，担任玉环县县长。后升任温州专署水产局局长，温州市农办副主任。2016年11月15日在温州逝世，享年92岁。